# 학 (소설)
〈학〉(鶴)은 1953년 5월 《신천지》 52호에 발표한 황순원의 단편 소설이며, 매우 짧은 분량의 간략한 이야기로 구성된 작품이다. 〈소나기〉, 〈왕모래〉 등과 함께 활발한 번역으로 영미 문단에 소개된 바 있으며, 유의상이 번역한 〈학〉은 1963년 미국의 계간지 《프레리 스쿠너》(Prairie Schooner)에 게재되기도 했다.
6.25 전쟁 당시 38선 접경의 이북 마을의 치안대 일원인 주인공 성삼은 어린 시절 마을의 단짝 친구였으나 농민동맹 부위원장을 지내며 부역한 혐의로 체포된 덕재를 청단까지 단독으로 호송하게 되었고, 어릴 적 덕재와의 추억을 떠올리던 성삼은 가난한 농민의 아들로 자랐을 뿐인 덕재가 고향을 버리고 피난을 가기 싫어했던 병든 아버지의 말에 따를 수 밖에 없었던 이야기를 들으며, 성삼은 고개를 넘자 옛날에 덕재와 함께 데리고 놀던 단정학떼를 만나고는 덕재에게 학 사냥이나 한번 하고 가자며 포승줄을 풀어주고 덕재는 잡풀 사이로 도망간다는 내용을 담고 있다. 고결한 기품을 상징하는 학이라는 소재를 활용하였고, 전쟁과 이념의 분단이 만들어낸 인간성의 파괴와 상실을 순수한 우정을 통해 회복하면서, 궁극적으로 인간애의 실현을 통해 비극의 현대사를 극복해 나가고자 하는 소박한 인간 신뢰에 기초한 작가의 휴머니즘이 그려졌다.